# Apologia de la història
Apologia de la història (en l'original francés: Apologie pour l'histoire ou Métier d'historien) és un assaig de Marc Bloch escrit entre la fi del 1940 i els primers mesos del 1943. Inacabat, es va publicar pòstumament el 1949, a iniciativa de Lucien Febvre.
Marc Bloch qüestiona què és la història, i més particularment la funció i la recerca de l'historiador en la construcció d'aquesta ciència.
L'apologia sovint es veu com el "testament" històric de Marc Bloch, i tingué ressò mundial en els anys posteriors a la publicació. En aquest sentit, és emblemàtic del pensament de l'escola dels Annales, que l'autor cofundà a finals dels anys 1920 amb Lucien Febvre.
Va ser poc llegit als anys 1970 a l'estat francés, quan els mètodes històrics s'anaven girant cap a noves tendències (com ara el gir lingüístic o la Nova Història). A més, té una influència en molts historiadors anglosaxons, i s'estén alhora que altres estudiosos dels Annales.
L'obra recuperà popularitat en els anys següents. La reeditaren amb aparat crític el 1993, amb un prefaci de Jacques Le Goff.

## Resum

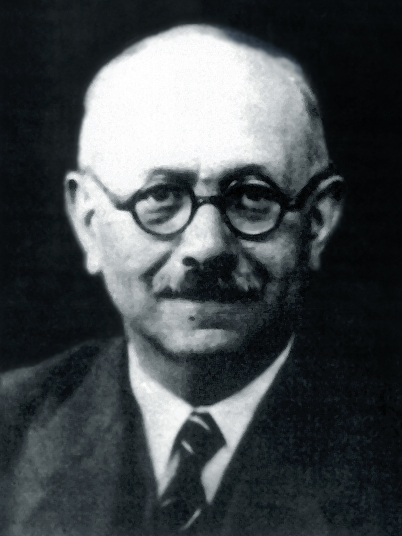
Marc Bloch (1944)

Després d'un breu text dedicat a Lucien Febvre, en què remarca la proximitat que els uneix, Marc Bloch obri la introducció amb una pregunta d'un dels seus fills: "Pare, explica'm de què va la història". Especifica que l'obra intentarà ser la resposta a aquesta pregunta. Torna al lloc de l'historiador, a la legitimitat de l'esforç intel·lectual dels científics i a la funció de la ciència.

### Capítol I:Història, persones i temps
Aquest capítol es divideix en set subcapítols relativament breus. Marc Bloch esmenta primer, en el primer subcapítol, titulat "L'elecció de l'historiador", l'origen grec de la paraula història, i indica que en conservarà, en aquest assaig, el sentit més ampli. L'autor especifica que no pretén limitar la història a una definició, sinó reflexionar sobre les eines de l'historiador, i la seua manera de triar en "la immensa i confusa realitat".
Marc Bloch continua en un segon subcapítol, anomenat "Història i persones". Rebutja el lloc comú que diu que "la història és la ciència del passat". Per a ell, l'objecte de la història són "les persones". Afavoreix el singular sobre el plural, "mode gramatical de la relativitat, [que] s'adapta a una ciència de la diversitat". Marc Bloch recorda que d'aquest personatge de la història, la ciència humana, van sorgir qüestions vinculades al llenguatge, tot recercant-hi si la història era una ciència o un art. Per a Marc Bloch, la història, la ciència humana, requereix "una gran subtilesa de llenguatge, un color just en el to verbal" per a traduir fenòmens històrics molt delicats.
A més a més, la història és la ciència dels éssers humans en el temps. Ho afirma en un tercer subcapítol, "Temps històric", en què aclareix que, si el temps té una importància en molts camps científics, té la particularitat de ser ací central, de ser "el mateix plasma en què es banyen els fenòmens i el lloc de la seua intel·ligibilitat".
Després, en el subcapítol següent, Marc Bloch evoca l'hàbit d'explicar els fets més propers pels més llunyans, que anomena l'obsessió dels orígens. És una manera de reflexió que, al seu parer, tingué el seu moment de favor en el pensament històric. Aquest, però, és un camí ambigu i potencialment perillós, perquè aquesta "obsessió embriogènica" de l'origen pot conduir a un ús del passat que servisca per a explicar el present per a justificar-lo o condemnar-lo. Això pot dur a fer judicis, "un altre enemic satànic de la vertadera història". Marc Bloch en posa l'exemple dels estudis cristians: no es tracta d'explicar "si Jesús va ser crucificat, i després ressuscità", sinó d'entendre com i per què les persones cristianes hi creuen. Ací és on entren en joc molts factors, com l'estructura social i la mentalitat. El mateix passa amb l'etimologia: no es tracta pas de donar només el primer significat conegut d'un mot, sinó d'explicar el canvi semàntic que ha sofert. Així, per a Marc Bloch, no podem explicar un fenomen històric sense tenir en compte el seu moment. Llavors, en el següent subcapítol, "Sobre els límits de l'actualitat", afirma que els temps recents no són menys practicables que els períodes més antics, sense relegar-los a la sociologia, com fan altres estudiosos. Tot seguit, aborda el manteniment dels mecanismes socials històricament antics en el món actual. Pren l'exemple de la divisió de la terra contemporània, que enllaça amb els "pioners de l'edat dels dòlmens", més que no pas amb els legisladors del Primer Imperi, per a l'origen del Codi Civil. L'evolució humana no és el resultat d'una sèrie de "sacsejades curtes i fondes, en què cadascuna de les quals només duraria unes quantes vides". També explora la importància per a l'historiador de conéixer el present. Marc Bloch, per a il·lustrar aquesta idea, relata que mentre estava de vacances amb Henri Pirenne, aquest volia visitar la nova batlia d'Estocolm, i li va dir: "Si fos un antiquari, només tindria ulls per a coses velles. Però sóc historiador. Per això m'encanta la vida". Perquè l'aprehensió dels vius és, segons Marc Bloch, "la qualitat mestra de l'historiador".

### Capítol II:Observació històrica

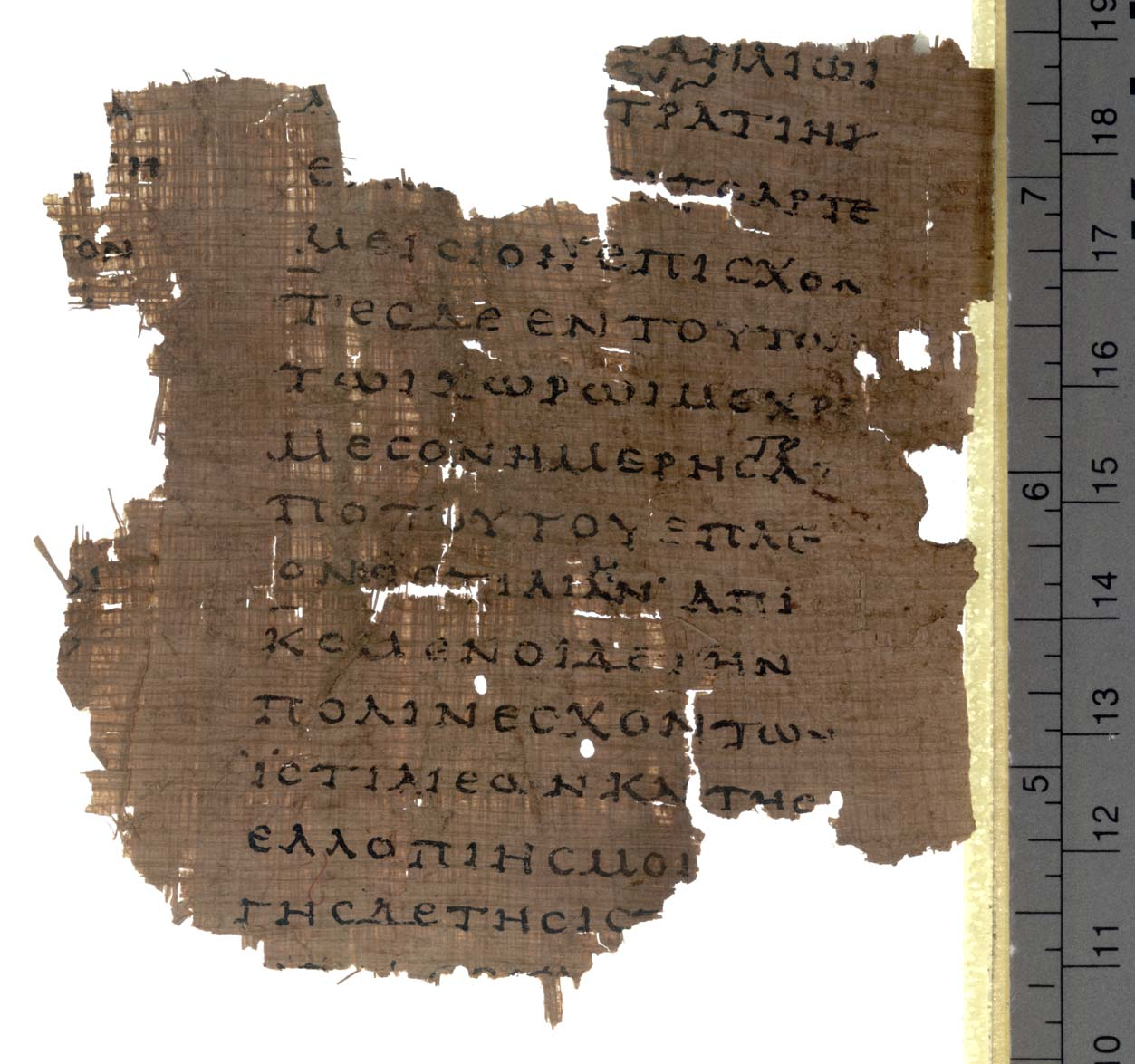
Fragment d'Heròdot, papir d'Oxirinc. L'obra d'Heròdot s'usa com a exemple del "testimoni voluntari" de Marc Bloch

Després d'haver explicat, doncs, quin és l'objecte científic de la història, Marc Bloch remarca que no n'hi ha prou que aquest existisca per a definir una ciència, perquè aquesta també recolza, entre altres coses, en el mètode. Així, per a Bloch, cal explicar què és l'observació científica, la qual fa que la història siga una ciència.

#### "Característiques generals de l'observació històrica"
Per a Marc Bloch, cal assenyalar que "en contrast amb el coneixement del present, el del passat seria necessàriament "indirecte"". El coneixement del present realment també s'aconsegueix per mitjans indirectes. Marc Bloch destaca el biaix que tendeix a fer que els fets més remots siguen percebuts erròniament com els més difícils de transcriure. Això es deuria al fet que els intel·lectuals, pensant en el "coneixement indirecte", hi veien només allò que eixia del testimoniatge humà. Les restes arqueològiques, per exemple, amb el mètode històric, però, són proves de fets llunyans que no requereixen la paraula humana. Marc Bloch desafia la idea que les històries explicades són la base del testimoni històric indirecte. Tanmateix, aquests documents materials "no són, ni de bon tros, els únics que tenen aquest privilegi de poder-se entendre així de primera mà". Un "ritu fixat en una estela", un element de dret o patrimoni lingüístic també són recursos que no impliquen referència a un altre "cervell humà", testimoniatge de les coses. L'historiador, als ulls de Marc Bloch, tot i arribar després dels fets, no serà incapaç de percebre'n els residus.
Si el material que és el passat és fixat, els mètodes per estudiar-lo evolucionen i en trauen a la llum nous resultats a mesura que els científics qüestionen el seu objecte. Aquest, però, és limitat, ja que "prohibeix [als historiadors] saber res d'ell que ell no els haja donat, conscientment o no". L'investigador ha de, després d'haver-ho "provar tot", saber "resignar-se a la ignorància i admetre-ho honestament".

#### "Els testimoniatges"
Marc Bloch enraona sobre la diferència entre els testimonis voluntaris (a la manera de les obres d'Heròdot) i els involuntaris (els "guies per al viatge al més enllà" trobat a les tombes egípcies, per exemple). Assenyala que aquests s'han convertit en el tema principal de la història, i amb lògica. Són menys propensos a patir els prejudicis dels individus del passat, o les possibles disfresses per a la posteritat. A més a més, aquests testimonis voluntaris són instructius més enllà del seu objectiu inicial, perquè il·luminen les maneres de pensar i viure de qui els descriuen. Bloch ho veu com "una gran revenja de la intel·ligència sobre allò donat". Per fer-ho, però, cal saber formular un test rellevant per a qüestionar aquests documents. Cal que l'historiador tinga una direcció per a explotar la font, si no, com un explorador sense objectiu, "s'arriscaria a vagar per sempre en una aventura".
A més a més, defensa que els historiadors haurien de dominar, si més no, "una tintura" de totes les "ciències auxiliars" de la història, per poder jutjar l'abast de la disciplina, i la complexitat dels instruments de què disposa. També caldria fomentar el treball en equip entre estudiosos de cada tècnica per fer front a problemes concrets, que al seu entendre manca en la història.

#### "La transmissió de testimonis"
L'historiador torna a la "transmissió de testimonis", i destaca la importància de l'arxiver i les eines que formula per facilitar l'accés als documents als historiadors. Per a Marc Bloch, és fonamental que els historiadors, a més a més d'aportar una bibliografia, expliquen el seu mètode de procedir: "Cada llibre d'història decent hauria de tenir un capítol […] titulat "Com sé el que diré?".

### Capítol III:La crítica

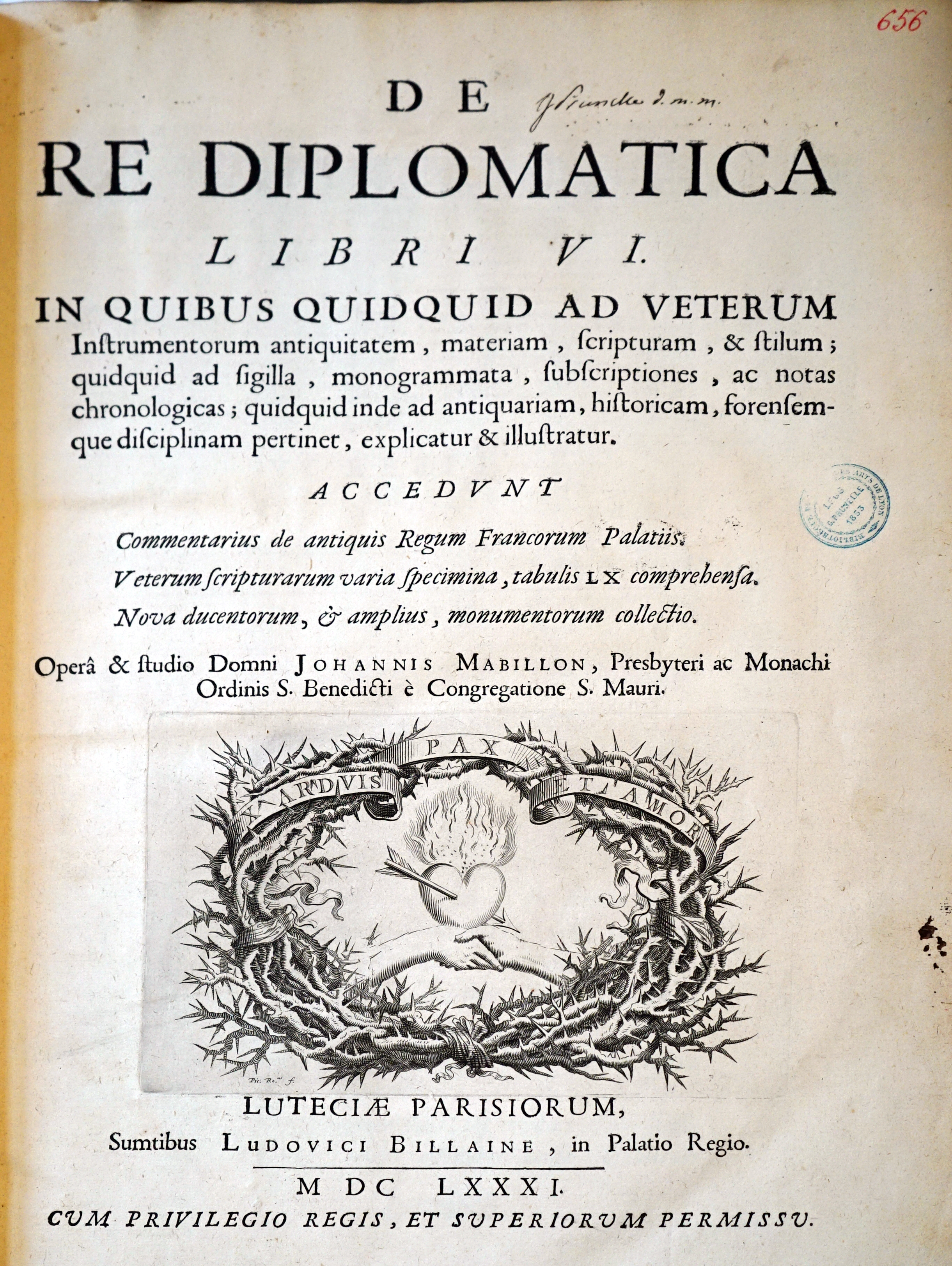
La publicació de De re diplomatica al 1681 constitueix, a ulls de Marc Bloch, el "moment decisiu" en la història del mètode crític

#### "Esquema d'una història del mètode crític"
Marc Bloch vol formular un "esquema d'una història del mètode crític". Tot i que els testimonis no s'han de prendre al peu de la lletra, l'historiador subratlla que un rebuig sistemàtic de la informació no és una posició més gloriosa. Així, les crítiques al "sentit comú", que ell defineix com a "compost de postulats poc raonables i experiències generalitzades precipitadament" no té massa valor. Per a Marc Bloch, perquè el dubte esdevinga examinador, cal que procedisca de regles elaborades que permeten distingir la mentida de la veritat. També situa la data definitiva de fundació de la crítica en els documents d'arxiu a la publicació de De re diplomatica del benedictí Jean Mabillon, l'any 1681, que formula unes normes per a fer la crítica documental aplicada per tal d'acreditar l'autenticitat d'un document (essencialment diplomes). Alhora, el terme "crític" va canviant el significat a poc a poc. Abans un judici de gust ara és una "prova de veracitat". Bloch veu en aquest període diverses figures de la mateixa generació: Jean Mabillon, Richard Simon, Daniel van Papenbroeck i Baruch Spinoza, nascuts cap al 1630. També és un moment en què el Discurs del mètode toca sensibilitats intel·lectuals, i l'historiador hi veu un possible vincle amb l'aparició d'aquestes noves concepcions del dubte, que esdevé "un instrument de coneixement". Això no vol dir, però, que el mètode crític s'estegués instantàniament al llarg de la història com a ciència. L'escola alemanya, Ernest Renan, i Numa Denis Fustel de Coulanges, al segle xix, "restauren l'erudició al seu rang intel·lectual". També forma part de la missió de l'historiador aconseguir fer-se entendre pel públic. I Marc Bloch critica en açò un "ensenyament mal dissenyat" i una "modèstia singular" de l'historiador, que lliura "sense defensa" els lectors a "falses glosses d'una suposada història", com Charles Maurras, Jacques Bainville o Plekhànovo, que afirmen sobre allò que "Coulanges o Pirenne haurien dubtat". L'historiador destaca la importància de les notes en les obres històriques, perquè "una afirmació només es pot fer si es pot verificar". Perquè, per a Marc Bloch, les "forces de la raó" progressaran molt quan s'accepte que el valor del coneixement es mesura pel "seu afany per estirar el coll per endavant fins a la refutació".

#### "A la recerca de mentides i errors"

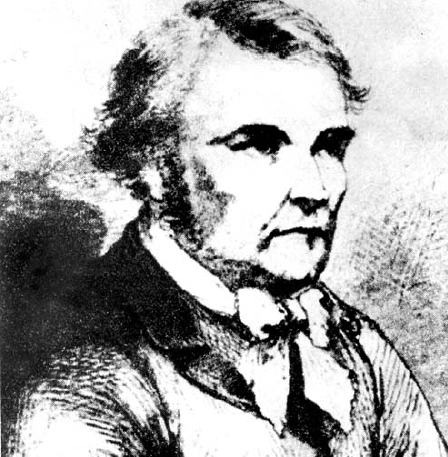
Denis Vrain-Lucas, autor de cartes falses atribuïdes a Blaise Pascal, que va vendre al matemàtic Michel Chasles

Hi ha dues formes d'impostura, que poden "viciar" un testimoni: primer, l'engany sobre la identitat de l'autor, o la data de redacció del document; després l'engany sobre la mateixa substància del testimoni. I Marc Bloch en posa d'exemple els Comentaris de Juli Cèsar, en què aquest "s'ha distorsionat molt, ha omés molt". Així, l'autor demana dubtar dels documents, tot i que provinguen d'institucions oficials. La retrodatació, assenyala per a il·lustrar el seu punt, és una pràctica actual, i els individus del passat "no n'eren més delicats al respecte" que els d'ara. Però més enllà de l'observació de l'engany, cal sobretot que l'historiador en definisca l'objectiu inicial. Buscar "darrere de la impostura, l'impostor":
| « | […] Un mensonge, en tant que tel, est à sa façon un témoignage. Prouver, sans plus, que le célèbre diplôme de Charlemagne pour l’église d’Aix-la-Chapelle n’est pas authentique — c’est s’épargner une erreur ; ce n’est pas acquérir une connaissance. Réussissons-nous, au contraire, à déterminer que le faux fut composé dans l’entourage de Frédéric Barberousse? Qu’il y eut pour raison d’être de servir les grands rêves impériaux? (Una mentida, com a tal, és a la seua manera un testimoni. Provar, sense més, que el famós diploma de Carlemany per a l'església d'Aix-la-Chapelle no és autèntic és estalviar-se un error; no és adquirir coneixements. Al contrari, podem determinar que la falsificació es va fer en el seguici de Frederick Barba-rossa? Que hi havia una raó de ser per servir els grans somnis imperials? | » |

L'historiador assenyala que certs moments afavoreixen la mentida: n'és especialment el cas del període des de la fi del segle XVIII fins a començament del XIX, que qualifica de  "vasta simfonia de fraus", posant-ne a tall d'exemple els "poemes suposadament medievals de Clotilde de Surville" o les "cançons suposadament traduïdes del croat per Mérimée". El mateix passa amb l'edat mitjana, entre el segle VIII i el XII. Marc Bloch remarca que aquests dos períodes, lligats a la tradició, al respecte per un passat "venerat", són els que paradoxalment es prenen més llibertats amb el patrimoni. Tot seguit, posa l'exemple del falsificador Denis Vrain-Lucas, que va vendre falsificacions al matemàtic Michel Chasles, i això dugué a una sèrie de mentides al voltant de la paternitat del descobriment de la gravetat. Perquè "el frau, per naturalesa, genera frau". Per açò cal estar molt atent a la impostura, que es presenta amb grups que es recolzen mútuament. Hi ha, en acabant, una tercera mena d'impostura, la "remodelació furtiva", que consisteix a inserir falsedat en contingut vertader, generalment per fer bonic.
Però sovint ocorre, per un rumor per exemple, que els testimonis s'equivoquen sense mala fe. Cal, doncs, mobilitzar la psicologia del testimoni en la ciència històrica, per desvincular la veritat de la falsedat. Els testimonis es basen en una memòria que pot ser dubtosa. L'historiador hi demana cautela: "el testimoni correcte no existeix; només hi ha testimonis bons o dolents". Aquests errors testimonials, però, adquireixen un valor documental, que ens permeten estudiar l'ambient social particular en el moment en què es formularen. Marc Bloch relata com un alemany de Bremen, fet presoner prop del camí de les Dames pel seu regiment el setembre del 1917, generà un rumor darrere del front que un comerciant alemany, establert a Braisnes-sur-Aronde, havia estat detingut per espionatge. Marc Bloch, més enllà de la distorsió de Bremen i Braisnes-sur-Aronde, veu en aquest rumor un exemple d'error "orientat al futur", esdevenint "l'espill en què la consciència col·lectiva considera els seus trets". En aquest sentit, la Primera Guerra Mundial és, segons Marc Bloch, un àmbit interessant per a l'estudi de la difusió del testimoni i la seua distorsió, perquè va veure, sobretot, la recuperació d'una tradició de transmissió oral al front de guerra. L'historiador fa un paral·lelisme entre aquest microcosmos particular i l'alta edat mitjana, en què la tradició oral també era forta.

#### "Assaig sobre una lògica del mètode crític"

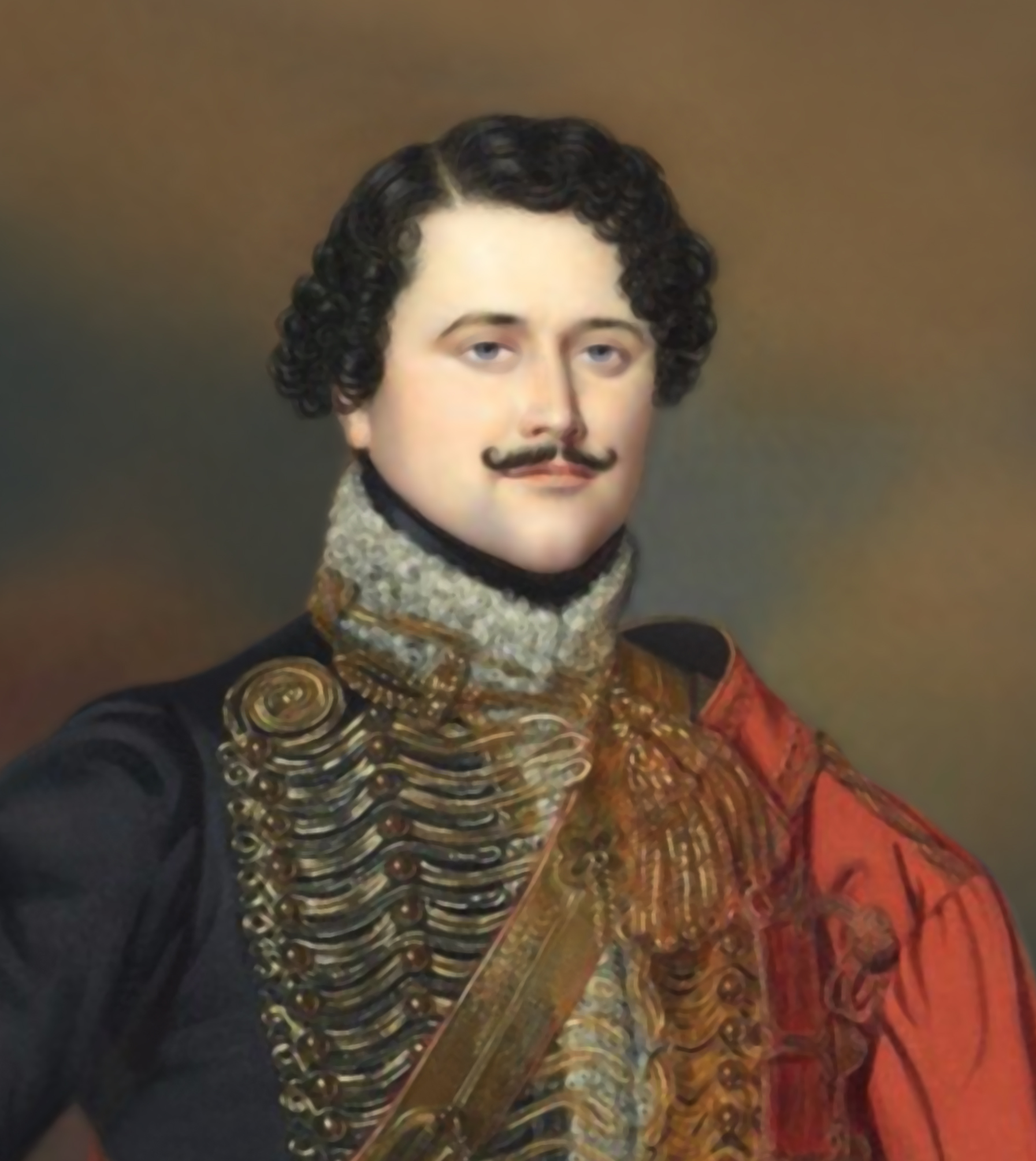
Una acció heroica atribuïda a Marcellin Marbot en les seues Memòries serveix d'exemple per a Bloch per a mostrar la debilitat de la narració quan s'enfronta a proves d'un altre tipus que van en una direcció diferent

En aquesta llarga subsecció, Marc Bloch pretén posar de manifest la "dialèctica adequada" de la crítica al testimoni. Es basa en la comparança entre l'objecte estudiat i els documents descoberts. Aquesta comparança de testimonis amb altres testimonis veïns duu a diverses conclusions segons els casos.
L'historiador evoca primer el cas de la història. Pren com a exemple una gesta militar relatada per Marcellin de Marbot en les seues Memòries, que no està corroborada per cap evidència. Hem de triar entre la narració heroica autobiogràfica i totes les fonts que apunten en una direcció distinta. Ací, el primer testimoni no resisteix el pes dels fets testimoniats en altres llocs. Prenem els testimonis per torn, pesant "les presumptes raons de veritat, falsedat o error". Marc Bloch esmenta tot seguit el cas d'una carta datada del segle XII però que no presenta cap de les seues característiques. També conclou que aquest document és fals, però per altres raons. L'argument, aquesta vegada de caràcter més sociològic, es basa en el fet que dins una societat hi ha "una similitud de costums i tècniques massa forta per permetre que qualsevol individu es desvie significativament de la pràctica habitual". Però una semblança massa forta entre dos documents també pot indicar una còpia d'un per l'altre. I la crítica és "es mou entre aquests dos extrems: la semblança que justifica i allò que desacredita". Llavors cal definir quin document és la còpia de l'altre. "Desemmascarar una imitació és, quan primer creiem que som davant de dos o més testimonis, deixar-ne només un." Aquest element del mètode crític que Marc Bloch anomena "el principi de semblança limitada" s'il·lustra molt bé, segons diu, en estudis estadístics, en què uns estudis comparatius sobre un tema idèntic que inclouen un gran nombre de dades (i en què errors aïllats es compensen entre si) proporcionaran resultats concordants, no idèntics, però no dràsticament diferents.
El descobriment, però, d'un testimoni o d'un document que difereix dels nostres coneixements científics no ens permet concloure a l'instant que es tracta d'un document fals, perquè això seria la fi del descobriment en la ciència històrica. Això posa en dubte la metodologia crítica, però no la fa pas obsoleta. Perquè qualsevol testimoni, tot i tenir un caràcter únic, continua vinculat al seu temps.
Per a Marc Bloch, cal mobilitzar en aquesta crítica del testimoni els instruments que ofereix la teoria de la probabilitat. No per intentar avaluar les possibilitats que es produeixen en un fet, sinó per qüestionar si realment es va produir una coincidència en la producció del document i si no es tracta, per exemple, de plagi. Però la història dona dades "d'una complexitat extraordinària", que sovint romanen "rebels contra qualsevol traducció matemàtica". La crítica als manuscrits antics o medievals rarament accepta la possibilitat de coincidència quan apareixen fets semblants en dues obres, i cerca un vincle directe on segurament hi hauria, per exemple, el context social o hàbits semblants dels copistes. Les matemàtiques encara poden ajudar l'historiador a "analitzar millor [el propi] raonament i aconduir-lo". Marc Bloch acaba aquest capítol tornant a la importància per al coneixement històric de "l'adveniment d'un mètode racional de crítica, aplicat al testimoni humà". Marc Bloch hi afegeix que el coneixement forjat pel mètode crític no és alié a la conducta humana. És amb aquests mètodes que s'han perfeccionat amb el temps que les persones es veuen dutes a la precisió. Això es reflecteix, per exemple, en la psicologia, en què el testimoni pot ser qüestionat metòdicament per extraure-li la veritat. La història, en desenvolupar la tècnica de la crítica, "ha obert a les persones un nou camí cap a la veritat i, en conseqüència, la justícia".

### Capítol IV:Anàlisi històrica

#### "Jutjar o entendre?"
L'historiador qüestiona primer la imparcialitat en la història. Evocant la tradició dels historiadors que jutjaven les accions humanes, recorda la naturalesa relativa del judici, inscrita en un sistema de referències morals. Hi posa a tall d'exemple el tractament de Robespierre per la historiografia: "Robespierristes, antirobespierristes, us demanem pietat: si us plau, digueu-nos, senzillament, qui era Robespierre". Si bé l'historiador no ha de fer de jutge, no s'ha d'impedir, però, d'analitzar l'èxit o el fracàs d'una acció, perquè són fets. Per a Marc Bloch, hi ha un mot que "domina i il·lumina [els] estudis d'història: "comprendre". I això també s'aplica a les lluites polítiques, en què "caldria una mica més d'intel·ligència de les ànimes".

#### "Sobre la diversitat dels fets humans a la unitat de consciències"
En aquest subcapítol, Marc Bloch parla de la importància d'agrupar i comparar fets humans per entendre'ls millor. Cal ordenar racionalment el material històric, tot i que només siga per poder-lo situar en el temps i veure'n l'evolució. Fa servir l'exemple d'una inscripció llatina, en què la llengua emprada, en evolució, permet fer una anàlisi de realitats anteriors. Aquestes classificacions, aquestes divisions, són abstraccions que Marc Bloch considera necessàries per a fer ciència: "La ciència només descompon la realitat per observar-la millor, gràcies a un joc de focs encreuats els raigs dels quals es combinen i s'interpenetren constantment." Tanmateix, no ens hem de perdre en aquestes divisions. Les persones poden assumir diversos rols que s'entrellacen, i fer que l'estudi d'aquest objecte siga subtil. El mateix passa amb les societats, que no són sols una suma d'individus. Escriure'n la història també requereix l'estudi de la seua unitat, una recomposició dels fragments que la componen i les seues interaccions. L'historiador treballa sobre el temps, amb una "oscil·lació necessària" entre els impactes dels fenòmens a llarg termini i el moment en què "aquests corrents s'estrenyen en el poderós nus de les consciències".

#### "La nomenclatura"
Aquest darrer subcapítol està dedicat al problema de la nomenclatura. Marc Bloch hi tracta sobre el llenguatge utilitzat en la història, l'eina "capaç de perfilar amb precisió els fets, tot conservant la flexibilitat per adaptar-se a poc a poc als descobriments", que al seu parer encara manca als historiadors, a diferència d'altres ciències que no estan pas obligades a basar-se en un vocabulari existent. L'interessen sobretot les estratègies emprades per construir nomenclatures en ciència històrica amb l'objectiu de tractar fets i institucions els noms dels quals provenen d'altres llengües, o que han sofert moltes traduccions o alteracions semàntiques. Hi diu: "El vocabulari dels documents no és, a la seua manera, res més que testimoni. Preciós, sens dubte; però, com tots els testimonis, imperfecte, i per açò, subjecte a crítiques". Marc Bloch considera que és rellevant encunyar mots per a designar grups de fets, però que cal anar amb compte de no caure en l'anacronisme: "entre tots els pecats, a la llum d'una ciència del temps, el més imperdonable", ni d'esborrar realitats més complexes amb etiquetes. En detalla a tall d'exemple els orígens i, a vegades, els usos problemàtics del terme "edat mitjana". A més a més, M. Bloch deplora l'hàbit de convertir els segles en límits cronològics, i considera que cal preguntar als fenòmens estudiats per les seues èpoques. Tot seguit, qüestiona les nocions de periodicitat i generació, i què fa que una civilització existisca. Conclou destacant la dificultat de fer una divisió rígida del temps humà, i assenyala que la història ha de ser flexible a l'hora d'adaptar les classificacions "a les mateixes línies de la realitat".

### Capítol V: Sense títol
El darrer capítol d'aquesta obra inacabada només té unes poques pàgines i no conté subseccions. Marc Bloch torna primer a la idea de causa en la història. Qüestiona les eleccions necessàriament arbitràries d'antecedents fetes per historiadors per a estudiar els fets. Hi diu: "Les causes, en la història no més que en altres llocs, no es poden pas postular. Se cerquen l'una a l'altra". Adverteix contra el raonament excessivament determinista dels fets, que cercaria justificar totes les accions amb un motiu, a vegades partint de pressupòsits que distorsionen el procés científic.

## Anàlisi

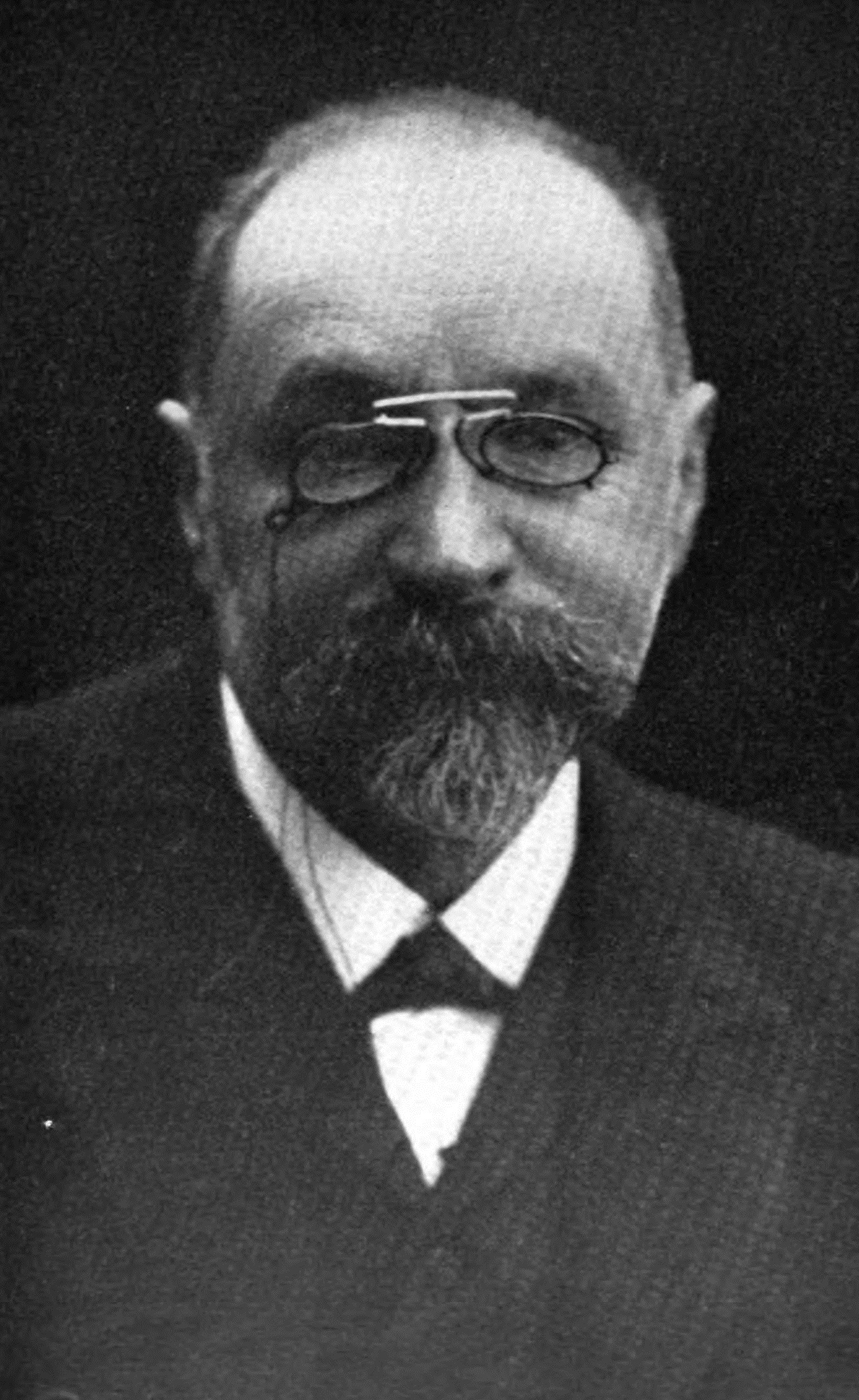
Charles Seignobos, historiador de l'Escola metòdica (a vegades anomenada Positivisme). És una de les figures d'aquest moviment que precedeix el dels Annals, fundat per Marc Bloch i Lucien Febvre

Apologia de la història o la professió d'historiador és un assaig que sintetitza la concepció de la història durant el període d'entreguerres per l'Escola dels Annales, que Marc Bloch fundà amb l'historiador Lucien Febvre. En la revisió de l'obra del 1951, Renée Doehard la va veure com "una glossa sobre Introducció als estudis històrics de Langlois i Seignobos o sobre la Storiografia de B. Croce", que, sense desviar-se bàsicament de les opinions d'aquests intel·lectuals, rejoveneix i enriqueix les seues preguntes.
L'historiador Gérard Noiriel, en un article publicat el 1994, amb motiu del 50é aniversari de l'assassinat de Marc Bloch, realitza algunes anàlisis de l'assaig inacabat. Aquest assaig, com sovint se subratlla en els estudis que s'hi dediquen, atorga un paper important a l'actualitat, perquè Marc Bloch està lligat a la idea que l'historiador ha de "retre comptes" a la societat que li paga. Gérard Noiriel fa un paral·lelisme entre l'Apologia i una altra obra escrita durant la guerra per Marc Bloch, L'estranya derrota. La primera és un escrutini per part de l'autor del seu paper d'historiador, la segona del seu paper de ciutadà en la derrota francesa del 1940.
Tal com assenyala Jacques Le Goff en el prefaci de la reedició del 1993, hi ha una important preocupació ètica en aquest assaig de Marc Bloch, que pretén construir un pla per a la recerca històrica. M. Bloch veu la història com una ciència útil en la mesura en què participa en l'evolució del coneixement científic, al servei dels éssers humans en les seues accions. La història és una ciència que permet la comprensió de les accions del seu objecte, l'ésser humà, privilegiant la dimensió temporal en l'estudi dels individus, i la converteix en una limitació fonamental. Noiriel també remarca el lloc important de la psicologia en aquest treball.
Marc Bloch considera que l'historiador ha de ser un actor de la vida social del seu temps. L'historiador o historiadora ha de saber desfer-se de les seues experiències de "sentit comú" per a analitzar el passat, i evitar l'anacronisme a tota costa. Aquesta oscil·lació entre el món passat i el món social és, en aquest assaig, l'element central que defineix l'obra de l'historiador. Marc Bloch té voluntat de demostrar que l'historiador planteja preguntes en la seua recerca diària, i ho avala amb exemples en els capítols dedicats a l'observació, la crítica de les fonts i l'anàlisi històrica.
Gérard Noiriel remarca que Marc Bloch fa una valoració dura d'algunes pràctiques d'altres historiadors, en concret d'aquells que formulen judicis com a actors del món actual i no com a investigadors; aquest últim ha de prohibir el judici de valor. També defensa que l'historiador ha de ser un intermediari entre el món acadèmic i el social, per la seua escriptura i la dels objectes que estudia. També ha de facilitar la verificació i explicar més sovint com realitza la recerca. A més a més, Marc Bloch insisteix en la importància del treball col·lectiu i de la transdisciplinarietat, massa poc utilitzats segons ell. Aquest és un dels cavallets dels primers historiadors dels Annales. Gérard Noiriel assenyala que, ja l'any 1928, Marc Bloch havia formulat idees per a "una conciliació de terminologies i qüestionaris [d'historiadors]" al Congrés Internacional de Ciències Històriques d'Oslo. A més a més, Bloch no amaga el seu desacord amb Charles Seignobos pel que fa a la concepció de la història, però especifica que li està agraït pel seu ensenyament, que li permeté en part formular un qüestionament de les opinions dels seus majors. L'historiador Dominique Barthélemy, en un article publicat el 1996, assenyala que Marc Bloch no s'oposa, en la seua Apologia, als historiadors positivistes. Al contrari, en el capítol dedicat a la crítica, reivindica els mètodes d'anàlisi de Seignobos i els seus companys i els hi afegeix, segons Barthélemy, una dimensió sociològica, inspirant-se en obres d'Émile Durkheim i Lucien Lévy-Bruhl, que llavors estaven de moda en les ciències humanes.

## Escriptura

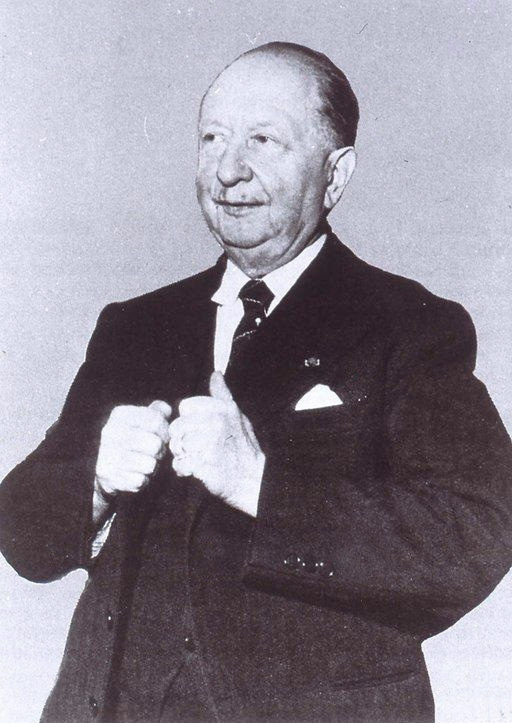
L'historiador Lucien Febvre, proper a Marc Bloch, fou responsable de la publicació Apologie pour l'histoire el 1949

### Gènesi
Ja l'any 1935, Marc Bloch es va plantejar la redacció d'un text metodològic que tractàs d'àmbits que considerava desatesos pels historiadors tradicionals, com ara la crítica del testimoni, o la teoria de les coincidències improbables, dos temes centrals de l'Apologia. Abans havia mostrat un gran interés per la metodologia històrica: el 1914, pronuncià un discurs titulat Crítica històrica i crítica del testimoni en una cerimònia de lliurament de premis de secundària. Uns anys més tard, al 1921, escrigué el breu text A Historian's Reflection on the Fake News of the War, que tracta sobre un tema que també es troba en l'assaig. A la dècada dels 1930 proposà un recull de textos metodològics anomenat Historiens à l'atelier, sense èxit.
A l'inici de la guerra, a setembre del 1939, Marc Bloch va escriure un text breu anomenat Reflexió per als lectors curiosos del mètode, considerat com l'esquema de L'Apologia de la història, per donar-se a si mateix "un marc intel·lectual". Aleshores fou mobilitzat per l'estat major, i es va veure frustrat amb les tasques que li havien encomanat. Aquest text sembla ser el prefaci d'una hipotètica Història de la societat francesa en el marc europeu que mai veurà la llum.
La redacció de L'Apologia de la història comença el desembre del 1940, a partir de l'esborrany introductori abans esmentat. Aquesta vegada es tracta d'una obra en si mateixa, i ja no n'és una introducció a una altra, en els plans de Marc Bloch.

### Escriptura i context
Marc Bloch es traslladà a Clermont-Ferrand a finals del 1940, amb la seua dona i sis fills, seguint la Universitat d'Estrasburg que s'havia retirat en aquesta ciutat, arran de la derrota francesa i l'Ocupació. Ja no té accés a la seua biblioteca ni als seus apunts, i viu en un petit apartament amb la seua dona, Simonne, que ha caigut malalta. Havia estat expulsat de la funció pública (i, per tant, de la universitat) per ser jueu, l'any 1940, però havia estat reincorporat per a un servei excepcional, i nomenat a la universitat abans esmentada. Posteriorment es pogué traslladar i es va instal·lar amb la família a Montpeller. És en aquest context que va escriure L'Apologia de la història, que dedicà a sa mare, morta l'any 1941. Va continuar la seua formació universitària amb dificultat durant aquest període.
De maig del 1941 a març del 1942, Marc Bloch escrigué una primera versió manuscrita de l'assaig, fins al que n'és el capítol IV. S'atura fins al juliol del 1942; després el reprén, i continua enriquint-ne el contingut, tot reorganitzant l'ordre de les parts. L'obra encara s'anomenava Apologia de la història.
Més tard, al 1942, Marc Bloch es referia al text amb el títol de Métier historique, en la correspondència que mantingué amb Lucien Febvre. Tots dos també havien entrat en una oposició violenta entre abril i maig del 1941: Marc Bloch refusava la continuació de la publicació dels Annales sota l'Ocupació Nazi, mentre que Febvre volia mantenir-la, per a participar en una forma de resistència intel·lectual. Marc Bloch finalment va donar llum verda a la publicació de la ressenya, i hi participà amb el pseudònim de Fougères. Fa una dedicatòria a Febvre, a qui anomena el seu "germà lluitador", en l'Apologia.
D'agost del 1942 al març del 1943, va reelaborar el text i el va completar, amb la declaració "Més profund". El capítol V no està pas sencer. La darrera edició existent data de la primavera del 1943.
En realitat, a partir del 1942 i la presa de la zona franca per part de l'ocupant nazi, Marc Bloch passà a la clandestinitat. Membre important de la Resistència a Lió des del 1943, primer dins del moviment Franc-Tireur, després dels Moviments Units de la Resistència, fou capturat, torturat, i després afusellat per la Gestapo el 16 de juny del 1944. L'Apologia resta inacabada.
Per a qualificar aquesta obra, escrita durant aquest període, Bertrand Müller parla d'un "llibre de consolació", en un moment en què l'historiador es troba "impedit".

### Primers manuscrits i versions publicades
Els manuscrits de L'Apologia escaparen del saqueig nazi de la casa de camp de Marc Bloch, a Fougères, i van romandre en la família de l'historiador. Étienne Bloch, el seu fill, confià tres manuscrits de l'assaig a Lucien Febvre a finals del 1944, i en va conservar dos. L'obra es publica finalment en el tercer número de Cahiers des Annales, l'any 1949, després del treball editorial de Lucien Febvre.
L'historiador italià Massimo Mastrogregori explica en un article publicat l'any 1989 en els Annales que trobà els primers esborranys de L'Apologia, aleshores anomenat Métier d'histoire, explorant els documents de Marc Bloch conservats als Arxius de França. Llavors, el pla era diferent, igual que els textos, reelaborats diverses vegades i línia per línia.
L'edició del 1993 proporciona en aquest sentit els esborranys i plans anteriors a la versió publicada per Febvre l'any 1949, acompanyats d'una anàlisi de certs punts d'aquests texts inèdits de Jacques Le Goff, en el pròleg. A més a més, aquesta reedició la va revisar Étienne Bloch, que intentà publicar la versió al més propera possible al manuscrit definitiu. Febvre havia fet algunes addicions i modificacions en els textos, i n'eliminà un passatge, en la primera edició publicada el 1949. S'hi indica la metodologia emprada per a recompondre el text final i les diferents modificacions.

## Crítiques i influències
L'obra se sol considerar essencial en la historiografia francesa: en primer lloc perquè constitueix el "testament" històric de Marc Bloch, i més àmpliament perquè sintetitza les idees dels historiadors que formen part del pensament de l'Escola dels Annales de mitjan segle XX.
L'Apologia de la història tingué un ressò mundial després de publicar-se el 1949. Anà, però, caient en desús durant les dècades següents. Les concepcions de Marc Bloch sobre les ciències auxiliars i la interdisciplinarietat causaren la pèrdua d'interés per l'assaig en les generacions següents d'historiadors, que formulen, en la línia de Fernand Braudel, però sobretot de Paul Veyne i Michel de Certeau, qüestions que s'allunyen de la divisió empírica de les ciències humanes. La manera de pensar l'obra de l'historiador com una disciplina a part d'altres sembla desfasada. Els historiadors marxistes, foucaultians o partidaris de la psicoanàlisi, i que fan de la interdisciplinarietat un element de la seua concepció de les ciències humanes, debaten sobre el model conceptual a seguir per a dur a terme el seu treball (gir lingüístic, antropologia històrica, etc.).
En el pròleg a l'obra, el 1974, Georges Duby fou crític amb l'assaig. Veu en L'Apologia un gran text decebedor, que ha envellit, ple d'escòries residuals, "enganxat, per descomptat, en el que hui podem veure com un gruix obsolet de tradicions i hàbits".
L'obra va recuperar popularitat amb la publicació d'una nova edició crítica el 1993, prologada per Jacques Le Goff i editada per Étienne Bloch, fill de l'autor. En diu Le Goff: "un llibre com aquest conserva, l'any 1993, bona part de la seua novetat, de la seua necessitat". De la mateixa manera, Gérard Noiriel, després d'exposar les seues pors sobre la manera de les baralles teòriques en el món acadèmic, advoca el 1994 per "un retorn a les tesis desenvolupades per Marc Bloch, susceptibles d'ajudar-nos a resoldre aquests problemes". La historiadora medieval Janet Nelson en parla en aquests termes, amb motiu de la reedició en anglés: "Hi ha llibres que mai no envelleixen. Seixanta anys després, té la mateixa rellevància per als historiadors que el dia en què es va escriure".
L'obra fou traduïda a l'anglés al 1954 amb el títol The Historian's Craft, en una època en què Marc Bloch encara no era massa conegut en el món de parla anglesa. No va ser fins als anys 1960, amb la publicació en anglés de La Société féodale el 1961, d'obres sobre la França rural a l'edat mitjana amb el nom d'Història rural francesa, i Terra i treball a l'Europa medieval, i de Rois thaumaturges el 1973, que l'autor va adquirir una important reputació en aquest àmbit lingüístic. La seua fama segueix en part la d'altres autors de l'Escola dels Annales, que també van ser traduïts en aquesta època, com ara Fernand Braudel.